# Eochaid Fedlech
Eochaid Fedlech ['eoxiðʼ 'fʼeðʼlʼex], auch Eochaid Feidlech („Eochaid der Langlebige/der lange Regierende“), ist der Name eines Königs aus dem Ulster-Zyklus der keltischen Mythologie Irlands. Seine Brüder sind sein Nachfolger als König, Eochaid Airem, sowie Ailill Anguba, die beide in Tochmarc Étaíne („Das Werben um Étaín“) eine wichtige Rolle spielen.
Eochaid Fedlech soll im 1. Jahrhundert vor der Zeitenwende als Hochkönig über Irland geherrscht haben. Er gilt als Vater von sechs Töchtern, darunter die spätere Königin Medb von Connacht, Mugain und Clothru. Nach der Erzählung über die Schlacht von Leitir Rúaid (Cath Leitrech Ruibhe) im County Sligo soll er den regierenden Hochkönig Fachtna Fáthach geschlagen und sein Amt übernommen haben. Er selbst verlor einen Kampf gegen Conchobar mac Nessa, den König von Ulster. Eochaid hatte ihn angegriffen, nachdem Conchobar Medb beim Baden in Fluss Boyne überrascht und vergewaltigt hatte. Conchobar wird aber auch als Schwiegersohn Eochaids als Gatte von Mugain genannt.
Trotz dieser Niederlage regierte er insgesamt 12 Jahre („der lange Regierende“) und starb eines natürlichen Todes in seiner Residenz Tara. Sein Bruder Eochaid Airem folgte ihm als Hochkönig auf den Thron. Nach der Chronik Foras feasa ar Éirinn („Wissensgrundlage über Irland“) des Geoffrey Keating (Seathrún Céitinn) herrschte Eochaid Fedlech von 94 bis 82 V. Chr., nach den Annála Ríoghdhachta Éireann („Annalen der vier Meister“) von 143 bis 131 V. Chr.